# Notre-Dame-de-l'Île-Perrot
Notre-Dame-de-l'Île-Perrot è un comune (city) del Canada, situato in Québec, nella regione amministrativa di Montérégie. È la più grande delle quattro municipalità situate sull'Île Perrot.